# Saison 2020-2021 du Bayern Munich
 (avril 2021).
Maillots
Chronologie
Saison précédente Saison suivante
La saison 2020-2021 du Bayern Munich est la 56e saison sans interruption en Bundesliga, avec 30 titres de champion d'Allemagne et 20 Coupes d'Allemagne c'est le club le plus titré en Allemagne, ce qui lui vaut le surnom de Rekordmeister. Le Bayern Munich démarre cette saison avec Hansi Flick comme entraîneur.
Les Bavarois, alors champion d'Europe en titre, sont éliminés en quart de finale de la Ligue des champions 2020-2021 par le Paris Saint-Germain. La victoire de Dortmund contre Leipzig durant la 32e journée assure au FC Bayern son 31e titre de champion d'Allemagne. 

## Transferts

### Transferts estivaux
| Nom                      | Nationalité      | Poste     | Transfert       | Provenance/Destination | Division       |
| ------------------------ | ---------------- | --------- | --------------- | ---------------------- | -------------- |
| Arrivées                 |                  |           |                 |                        |                |
| Leroy Sané               | Allemagne        | Attaquant | 45 M€           | Manchester City        | Premier League |
| Marc Roca                | Espagne          | Milieu    | 9 M€            | Espanyol Barcelone     | LaLiga         |
| Alexander Nübel          | Allemagne        | Gardien   | Transfert libre | Schalke 04             | Bundesliga     |
| Tanguy Kouassi           | France           | Défenseur | Transfert libre | Paris Saint-Germain    | Ligue 1        |
| Joshua Zirkzee           | Pays-Bas         | Attaquant | Promotion       | Bayern Munich II       | 3.Liga         |
| Adrian Fein              | Allemagne        | Milieu    | Retours de prêt | Hambourg SV            | 2.Bundesliga   |
| Eric Maxim Choupo-Moting | Cameroun         | Attaquant | Transfert libre | Paris SG               | Ligue 1        |
| Douglas Costa            | Brésil           | Attaquant | Prêt            | Juventus FC            | Serie A        |
| Bouna Sarr               | Sénégal          | Défenseur | Transfert       | Olympique de Marseille | Ligue 1        |
| Départs                  |                  |           |                 |                        |                |
| Lars Lukas Mai           | Allemagne        | Défenseur | Prêt            | SV Darmstadt           | 2.Bundesliga   |
| Christian Früchtl        | Allemagne        | Gardien   | Prêt            | FC Nuremberg           | 2.Bundesliga   |
| Sarpreet Singh           | Nouvelle-Zélande | Milieu    | Prêt            | FC Nuremberg           | 2.Bundesliga   |
| Ivan Perišić             | Croatie          | Attaquant | Fin de prêt     | Inter Milan            | Série A        |
| Philippe Coutinho        | Brésil           | Milieu    | Fin de prêt     | FC Barcelone           | LaLiga         |
| Álvaro Odriozola         | Espagne          | Défenseur | Fin de prêt     | Real Madrid            | LaLiga         |
| Oliver Batista Meier     | Allemagne        | Milieu    | Prêt            | SC Heerenveen          | Eredivisie     |
| Thiago Alcántara         | Espagne          | Milieu    | 20 M€           | Liverpool FC           | Premier League |
| Sven Ulreich             | Allemagne        | Gardien   | Transfert       | Hambourg SV            | 2.Bundesliga   |
| Michaël Cuisance         | France           | Milieu    | Prêt            | Olympique de Marseille | Ligue 1        |
| Adrian Fein              | Allemagne        | Milieu    | Prêt            | PSV Eindhoven          | Eredivisie     |

### Transferts hivernaux
| Nom            | Nationalité      | Poste     | Transfert       | Provenance/Destination | Division     |
| -------------- | ---------------- | --------- | --------------- | ---------------------- | ------------ |
| Arrivées       |                  |           |                 |                        |              |
| Sarpreet Singh | Nouvelle-Zélande | Milieu    | Retours de prêt | FC Nuremberg           | 2.Bundesliga |
| Départs        |                  |           |                 |                        |              |
| Joshua Zirkzee | Pays-Bas         | Attaquant | Prêt            | Parma Calcio           | Serie A      |
| Leon Dajaku    | Allemagne        | Attaquant | Prêt            | Union Berlin           | Bundesliga   |

## Compétitions
| Bundesliga          | Ligue des champions                                       | Coupe d'Allemagne                             | Supercoupe d'Allemagne                    | Supercoupe d'Europe                  | Coupe du Monde des clubs            |
| ------------------- | --------------------------------------------------------- | --------------------------------------------- | ----------------------------------------- | ------------------------------------ | ----------------------------------- |
| Vainqueur 78 points | Quarts de finale face au Paris Saint-Germain (2-3 e, 1-0) | Deuxième tour face au Holstein Kiel (5-6 tab) | Vainqueur face au Borussia Dortmund (3-2) | Vainqueur face au FC Seville (2-1ap) | Vainqueur face au Tigres UANL (1-0) |
| 24V 6N 4D           | 8V 1N 1D                                                  | 1V 1N 0D                                      | 1V 0N 0D                                  | 1V 0N 0D                             | 2V 0N 0D                            |
| TOTAL: 37V 7N 5D    |                                                           |                                               |                                           |                                      |                                     |

### Supercoupe d'Allemagne
Le Bayern Munich a bien rebondi dans la foulée de sa défaite en Bundesliga, face à Hoffenheim après vingt-trois succès de rang. Le Champion d'Europe s'est adjugé la Supercoupe d'Allemagne en dominant le Borussia Dortmund. Les Bavarois remportent leur cinquième trophée de l'année 2020.

### Supercoupe d'Europe
Malmené par un FC Séville combatif et dangereux en contre, le Bayern finit tout de même par remporter la Supercoupe d'Europe en prolongation  grâce à Javi Martinez. Neuer a réalisé les arrêts qu'il fallait pour éviter la contre-performance.

### Championnat

#### Journées 1 à 5
Face à une équipe de Schalke 04 complètement dépassée, le Bayern Munich commence son Championnat par une démonstration de force en s'imposant sur un score fleuve de 8 but à 0. En faisant preuve de plus d'engagement et de réalisme, Hoffenheim a surpris un Bayern Munich à bout de souffle qui pensait pouvoir revenir au score après le but de Kimmich. Assommés par Kramaric, auteur d'un doublé, les Bavarois cèdent ainsi leur premier match en Bundesliga depuis décembre 2019. Au terme d'un match à rebondissements, le Bayern Munich, qui a souffert sur le plan défensif face à des Berlinois vaillants, s'impose dans le final grâce à un penalty obtenu et transformé par Robert Lewandowski, auteur d'un quadruplé. Le Bayern Munich remporte sa première victoire à l'extérieur en Bundesliga cette saison avec contrôle. Lewandowski a inscrit un sixième but en deux matches. Müller s'est offert un doublé. Tolisso a laissé ses coéquipiers à 10. Munich chasse le leader, Leipzig. Invaincu jusque-là, Francfort repart de l'Allianz Arena avec une valise. Lewandowski a encore marqué les esprits en inscrivant un triplé, pour un total de 10 buts en 5 matches de Bundesliga. Solides, les Bavarois restent à l'affût derrière le leader Leipzig.

#### Journées 6 à 10
Dans un match à sens unique, le Bayern Munich, mis sur orbite par Müller et Gnabry, impliqué sur les deux buts de son équipe, s'est compliqué la tâche dans le final après le but de Drexler pour prendre la tête de la Bundesliga.

#### Classement
| Rang | Équipe                  | Pts | J  | G  | N  | P  | Bp | Bc | Diff | Qualification ou relégation                                      |
| ---- | ----------------------- | --- | -- | -- | -- | -- | -- | -- | ---- | ---------------------------------------------------------------- |
| 1    | Bayern Munich T (C, Q)  | 78  | 34 | 24 | 6  | 4  | 99 | 44 | +55  | Qualification pour la phase de groupes de la Ligue des champions |
| 2    | RB Leipzig (Q)          | 65  | 34 | 19 | 8  | 7  | 60 | 32 | +28  | Qualification pour la phase de groupes de la Ligue des champions |
| 3    | Borussia Dortmund (Q)   | 64  | 34 | 20 | 4  | 10 | 75 | 46 | +29  | Qualification pour la phase de groupes de la Ligue des champions |
| 4    | VfL Wolfsburg (Q)       | 61  | 34 | 17 | 10 | 7  | 61 | 37 | +24  | Qualification pour la phase de groupes de la Ligue des champions |
| 5    | Eintracht Francfort (Q) | 60  | 34 | 16 | 12 | 6  | 69 | 53 | +16  | Qualification pour la phase de groupes de la Ligue Europa        |

#### Évolution du classement et des résultats
| Journée  | 1   | 2  | 3  | 4  | 5  | 6   | 7   | 8   | 9   | 10  | 11 | 12 | 13  | 14  | 15  | 16  | 17  | 18  | 19  | 20  | 21  | 22  | 23  | 24  | 25  | 26  | 27  | 28  | 29  | 30  | 31  | 32  | 33  | 34  | Journées en tête |
| -------- | --- | -- | -- | -- | -- | --- | --- | --- | --- | --- | -- | -- | --- | --- | --- | --- | --- | --- | --- | --- | --- | --- | --- | --- | --- | --- | --- | --- | --- | --- | --- | --- | --- | --- | ---------------- |
| Résultat | V   | D  | V  | V  | V  | V   | V   | N   | V   | N   | N  | V  | V   | V   | D   | V   | V   | V   | V   | V   | N   | D   | V   | V   | V   | V   | V   | N   | V   | V   | D   | V   | N   | V   | —                |
| Rang     | 1er | 7e | 4e | 2e | 2e | 1er | 1er | 1er | 1er | 1er | 2e | 2e | 1er | 1er | 1er | 1er | 1er | 1er | 1er | 1er | 1er | 1er | 1er | 1er | 1er | 1er | 1er | 1er | 1er | 1er | 1er | 1er | 1er | 1er | 27               |

### Ligue des champions

#### Parcours en Ligue des champions
Le Bayern Munich, détenteur de la Ligue des Champions, a donné une véritable fessée à l'Atlético Madrid lors du premier match de la saison en Ligue des champions en s'imposant 4-0. Goretzka a ouvert le score en concluant une somptueuse action collective en première période, les Moscovites pensaient avoir fait le plus dur en égalisant à la 70e par Mirantchouk. Mais un chef-d'œuvre de Kimmich a permis au bayern d'empocher leur seconde victoire d'affilée en Ligue des champions.
Le Bayern est ensuite éliminée de la compétition par les parisiens en quart de finale.

##### Phase de groupes
| Rang | Équipe             | Pts | J | G | N | P | Bp | Bc | Diff |  | Résultats (▼ dom., ► ext.) |     |     |     |     |
| ---- | ------------------ | --- | - | - | - | - | -- | -- | ---- |  | -------------------------- | --- | --- | --- | --- |
| 1    | Bayern Munich      | 16  | 6 | 5 | 1 | 0 | 18 | 5  | +13  |  | Bayern Munich              |     | 4-0 | 3-1 | 2-0 |
| 2    | Atlético de Madrid | 9   | 6 | 2 | 3 | 1 | 7  | 8  | -1   |  | Atlético de Madrid         | 1-1 |     | 3-2 | 0-0 |
| 3    | Red Bull Salzbourg | 4   | 6 | 1 | 1 | 4 | 10 | 17 | -7   |  | Red Bull Salzbourg         | 2-6 | 0-2 |     | 2-2 |
| 4    | Lokomotiv Moscou   | 3   | 6 | 0 | 3 | 3 | 5  | 10 | -5   |  | Lokomotiv Moscou           | 1-2 | 1-1 | 1-3 |     |

### Coupe d'Allemagne
Opposé au FC Düren, une modeste équipe de cinquième division allemande, le Bayern Munich s'est imposé 3-0 lors du premier tour de la Coupe d'Allemagne. 

## Joueurs et encadrement technique

### Encadrement technique
Arrivé quelques mois après le début de la saison précédente, Hansi Flick est reconduit à la tête de l'équipe première du Bayern pour la saison 2020-2021 après avoir emmené l'équipe vers la victoire en championnat, Coupe d'Allemagne et Ligue des champions lors de la saison précédente. Il s'agit donc de sa deuxième saison au club mais la première qu'il commence.

### Effectif professionnel
En grisé, les sélections de joueurs internationaux chez les jeunes mais n'ayant jamais été appelés aux échelons supérieur une fois l'âge limite dépassé.

### Joueurs prêtés
Le tableau suivant liste les joueurs en prêts pour la saison 2018-2019.
| Joueurs prêtés |    |                        |                      |                     |                   |                        |  |
| \| N° \| P. \| Nat. \| Nom \| Date de naissance \| Sélection \| Club en prêt \| \| \| 999 \| G \| \| Christian Früchtl \| 28/01/2000 (25 ans) \| Allemagne U18 \| FC Nuremberg \| \| \| 999 \| D \| \| Lars Lukas Mai \| 31/03/2000 (25 ans) \| Allemagne U20 \| SV Darmstadt 98 \| \| \| 999 \| M \| \| Oliver Batista-Meier \| 16/02/2001 (24 ans) \| Allemagne -19 ans \| SC Heerenveen \| \| \| 11 \| M \| \| Michaël Cuisance \| 16/08/1999 (25 ans) \| France espoirs \| Olympique de Marseille \| \| \| 29 \| M \| \| Adrian Fein \| 18/03/1999 (26 ans) \| Allemagne -20 ans \| PSV Eindhoven \| \| \| 16 \| A \| \| Leon Dajaku \| 12/04/2001 (24 ans) \| Allemagne -19 ans \| Union Berlin \| \| \| 14 \| A \| \| Joshua Zirkzee \| 22/05/2001 (24 ans) \| Pays-Bas -19 ans \| Parma Calcio \| \| |    |                        |                      |                     |                   |                        |  |
| N° | P. | Nat.                   | Nom                  | Date de naissance   | Sélection         | Club en prêt           |  |
| 999 | G  | Drapeau de l'Allemagne | Christian Früchtl    | 28/01/2000 (25 ans) | Allemagne U18     | FC Nuremberg           |  |
| 999 | D  | Drapeau de l'Allemagne | Lars Lukas Mai       | 31/03/2000 (25 ans) | Allemagne U20     | SV Darmstadt 98        |  |
| 999 | M  | Drapeau de l'Allemagne | Oliver Batista-Meier | 16/02/2001 (24 ans) | Allemagne -19 ans | SC Heerenveen          |  |
| 11 | M  | Drapeau de la France   | Michaël Cuisance     | 16/08/1999 (25 ans) | France espoirs    | Olympique de Marseille |  |
| 29 | M  | Drapeau de l'Allemagne | Adrian Fein          | 18/03/1999 (26 ans) | Allemagne -20 ans | PSV Eindhoven          |  |
| 16 | A  | Drapeau de l'Allemagne | Leon Dajaku          | 12/04/2001 (24 ans) | Allemagne -19 ans | Union Berlin           |  |
| 14 | A  | Drapeau des Pays-Bas   | Joshua Zirkzee       | 22/05/2001 (24 ans) | Pays-Bas -19 ans  | Parma Calcio           |  |

| N°  | P. | Nat.                   | Nom                  | Date de naissance   | Sélection         | Club en prêt           |  |
| 999 | G  | Drapeau de l'Allemagne | Christian Früchtl    | 28/01/2000 (25 ans) | Allemagne U18     | FC Nuremberg           |  |
| 999 | D  | Drapeau de l'Allemagne | Lars Lukas Mai       | 31/03/2000 (25 ans) | Allemagne U20     | SV Darmstadt 98        |  |
| 999 | M  | Drapeau de l'Allemagne | Oliver Batista-Meier | 16/02/2001 (24 ans) | Allemagne -19 ans | SC Heerenveen          |  |
| 11  | M  | Drapeau de la France   | Michaël Cuisance     | 16/08/1999 (25 ans) | France espoirs    | Olympique de Marseille |  |
| 29  | M  | Drapeau de l'Allemagne | Adrian Fein          | 18/03/1999 (26 ans) | Allemagne -20 ans | PSV Eindhoven          |  |
| 16  | A  | Drapeau de l'Allemagne | Leon Dajaku          | 12/04/2001 (24 ans) | Allemagne -19 ans | Union Berlin           |  |
| 14  | A  | Drapeau des Pays-Bas   | Joshua Zirkzee       | 22/05/2001 (24 ans) | Pays-Bas -19 ans  | Parma Calcio           |  |

## Statistiques

### Statistiques collectives
| Compétition              | Débute au tour | Termine   | Matches joués | Gagnés | Nuls | Perdus | Buts pour | Buts contre | Différence |
| ------------------------ | -------------- | --------- | ------------- | ------ | ---- | ------ | --------- | ----------- | ---------- |
| Bundesliga               | -              | -         | 34            | 24     | 6    | 4      | 99        | 44          | +55        |
| Ligue des champions      | -              | -         | 10            | 8      | 1    | 1      | 27        | 10          | +17        |
| Coupe d'Allemagne        | -              | -         | 2             | 1      | 0    | 1      | 5         | 2           | +3         |
| Supercoupe d'Allemagne   | Finale         | Vainqueur | 1             | 1      | -    | -      | 3         | 2           | +1         |
| Supercoupe d'Europe      | Finale         | Vainqueur | 1             | 1      | 0    | 0      | 2         | 1           | +1         |
| Coupe du Monde des clubs | Finale         | Vainqueur | 2             | 2      | 0    | 0      | 3         | 0           | +3         |
| Total                    | -              | -         | 50            | 37     | 7    | 6      | 139       | 58          | +81        |

### Statistiques individuelles
(Mis à jour le 16 décembre 2020)
| Numéro | Nat. | Nom           | Championnat | Championnat | Championnat    | Championnat | Championnat  | Ligue des champions | Ligue des champions | Ligue des champions | Ligue des champions | Ligue des champions | Coupe d'Allemagne | Coupe d'Allemagne | Coupe d'Allemagne | Coupe d'Allemagne | Coupe d'Allemagne | Supercoupe d'Allemagne | Supercoupe d'Allemagne | Supercoupe d'Allemagne | Supercoupe d'Allemagne | Supercoupe d'Allemagne | Supercoupe d'Europe | Supercoupe d'Europe | Supercoupe d'Europe | Supercoupe d'Europe | Supercoupe d'Europe | Total | Total       | Total          | Total  | Total        |
| Numéro | Nat. | Nom           | M.j.        | But inscrit | Passe décisive | Averti      | Carton rouge | M.j.                | But inscrit         | Passe décisive      | Averti              | Carton rouge        | M.j.              | But inscrit       | Passe décisive    | Averti            | Carton rouge      | M.j.                   | But inscrit            | Passe décisive         | Averti                 | Carton rouge           | M.j.                | But inscrit         | Passe décisive      | Averti              | Carton rouge        | M.j.  | But inscrit | Passe décisive | Averti | Carton rouge |
| ------ | ---- | ------------- | ----------- | ----------- | -------------- | ----------- | ------------ | ------------------- | ------------------- | ------------------- | ------------------- | ------------------- | ----------------- | ----------------- | ----------------- | ----------------- | ----------------- | ---------------------- | ---------------------- | ---------------------- | ---------------------- | ---------------------- | ------------------- | ------------------- | ------------------- | ------------------- | ------------------- | ----- | ----------- | -------------- | ------ | ------------ |
| 1      |      | Neuer         | 28          | 0           | 0              | 1           | 0            | 4                   | 0                   | 0                   | 1                   | 0                   | 0                 | 0                 | 0                 | 0                 | 0                 | 0                      | 0                      | 0                      | 0                      | 0                      | 1                   | 0                   | 0                   | 0                   | 0                   | 35    | 0           | 0              | 2      | 0            |
| 4      |      | Süle          | 19          | 1           | 0              | 1           | 0            | 3                   | 0                   | 0                   | 0                   | 0                   | 1                 | 0                 | 0                 | 0                 | 0                 | 0                      | 0                      | 0                      | 0                      | 0                      | 1                   | 0                   | 0                   | 0                   | 0                   | 24    | 1           | 0              | 1      | 0            |
| 5      |      | Pavard        | 19          | 0           | 0              | 3           | 0            | 3                   | 0                   | 0                   | 1                   | 0                   | 0                 | 0                 | 0                 | 0                 | 0                 | 0                      | 0                      | 0                      | 0                      | 0                      | 1                   | 0                   | 0                   | 0                   | 0                   | 23    | 0           | 0              | 4      | 0            |
| 6      |      | Kimmich       | 21          | 2           | 10             | 4           | 0            | 2                   | 0                   | 3                   | 0                   | 0                   | 0                 | 0                 | 0                 | 0                 | 0                 | 0                      | 0                      | 0                      | 0                      | 0                      | 1                   | 0                   | 0                   | 0                   | 0                   | 24    | 2           | 13             | 4      | 0            |
| 7      |      | Gnabry        | 23          | 9           | 3              | 4           | 0            | 3                   | 0                   | 1                   | 1                   | 0                   | 0                 | 0                 | 0                 | 0                 | 0                 | 0                      | 0                      | 0                      | 0                      | 0                      | 1                   | 0                   | 0                   | 0                   | 0                   | 27    | 9           | 4              | 5      | 0            |
| 8      |      | Martinez      | 16          | 0           | 0              | 0           | 0            | 4                   | 0                   | 1                   | 0                   | 0                   | 1                 | 0                 | 0                 | 0                 | 0                 | 0                      | 0                      | 0                      | 0                      | 0                      | 1                   | 1                   | 0                   | 0                   | 0                   | 22    | 1           | 1              | 0      | 0            |
| 9      |      | Lewandowski   | 25          | 35          | 6              | 3           | 0            | 3                   | 3                   | 0                   | 0                   | 0                   | 0                 | 0                 | 0                 | 0                 | 0                 | 0                      | 0                      | 0                      | 0                      | 0                      | 1                   | 0                   | 1                   | 0                   | 0                   | 29    | 38          | 7              | 3      | 0            |
| 10     |      | Sané          | 26          | 4           | 9              | 2           | 0            | 4                   | 2                   | 0                   | 1                   | 0                   | 0                 | 0                 | 0                 | 0                 | 0                 | 0                      | 0                      | 0                      | 0                      | 0                      | 1                   | 0                   | 0                   | 0                   | 0                   | 21    | 6           | 9              | 3      | 0            |
| 11     |      | Costa         | 11          | 1           | 1              | 0           | 0            | 5                   | 0                   | 1                   | 0                   | 0                   | 0                 | 0                 | 0                 | 0                 | 0                 | 0                      | 0                      | 0                      | 0                      | 0                      | 0                   | 0                   | 0                   | 0                   | 0                   | 16    | 1           | 2              | 0      | 0            |
| 11     |      | Cuisance      | 1           | 0           | 0              | 0           | 0            | 0                   | 0                   | 0                   | 0                   | 0                   | 0                 | 0                 | 0                 | 0                 | 0                 | 0                      | 0                      | 0                      | 0                      | 0                      | 0                   | 0                   | 0                   | 0                   | 0                   | 1     | 0           | 0              | 0      | 0            |
| 13     |      | Choupo-Moting | 18          | 1           | 0              | 2           | 0            | 3                   | 1                   | 0                   | 0                   | 0                   | 0                 | 0                 | 0                 | 0                 | 0                 | 0                      | 0                      | 0                      | 0                      | 0                      | 0                   | 0                   | 0                   | 0                   | 0                   | 21    | 2           | 0              | 2      | 0            |
| 14     |      | Zirkzee       | 3           | 0           | 0              | 0           | 0            | 1                   | 0                   | 0                   | 0                   | 0                   | 0                 | 0                 | 0                 | 0                 | 0                 | 0                      | 0                      | 0                      | 0                      | 0                      | 0                   | 0                   | 0                   | 0                   | 0                   | 4     | 0           | 0              | 0      | 0            |
| 17     |      | Boateng       | 23          | 1           | 1              | 5           | 0            | 3                   | 1                   | 0                   | 1                   | 0                   | 1                 | 0                 | 0                 | 0                 | 0                 | 0                      | 0                      | 0                      | 0                      | 0                      | 1                   | 0                   | 0                   | 0                   | 0                   | 28    | 2           | 1              | 6      | 0            |
| 18     |      | Goretzka      | 21          | 5           | 7              | 1           | 0            | 3                   | 1                   | 0                   | 0                   | 0                   | 0                 | 0                 | 0                 | 0                 | 0                 | 0                      | 0                      | 0                      | 0                      | 0                      | 1                   | 1                   | 0                   | 0                   | 0                   | 25    | 7           | 7              | 1      | 0            |
| 19     |      | Davies        | 17          | 1           | 1              | 1           | 1            | 2                   | 0                   | 0                   | 0                   | 0                   | 1                 | 0                 | 0                 | 0                 | 0                 | 0                      | 0                      | 0                      | 0                      | 0                      | 1                   | 0                   | 0                   | 0                   | 0                   | 21    | 1           | 1              | 1      | 1            |
| 20     |      | Sarr          | 6           | 0           | 1              | 1           | 0            | 4                   | 0                   | 0                   | 1                   | 0                   | 0                 | 0                 | 0                 | 0                 | 0                 | 0                      | 0                      | 0                      | 0                      | 0                      | 0                   | 0                   | 0                   | 0                   | 0                   | 10    | 0           | 1              | 2      | 0            |
| 23     |      | Kouassi       | 2           | 0           | 0              | 1           | 0            | 0                   | 0                   | 0                   | 0                   | 0                   | 0                 | 0                 | 0                 | 0                 | 0                 | 0                      | 0                      | 0                      | 0                      | 0                      | 0                   | 0                   | 0                   | 0                   | 0                   | 1     | 0           | 0              | 1      | 0            |
| 21     |      | Hernández     | 18          | 0           | 3              | 2           | 0            | 5                   | 1                   | 0                   | 0                   | 0                   | 0                 | 0                 | 0                 | 0                 | 0                 | 0                      | 0                      | 0                      | 0                      | 0                      | 1                   | 0                   | 0                   | 1                   | 0                   | 24    | 1           | 3              | 3      | 0            |
| 22     |      | Roca          | 5           | 0           | 0              | 1           | 0            | 2                   | 0                   | 0                   | 1                   | 1                   | 0                 | 0                 | 0                 | 0                 | 0                 | 0                      | 0                      | 0                      | 0                      | 0                      | 0                   | 0                   | 0                   | 0                   | 0                   | 7     | 0           | 0              | 2      | 1            |
| 24     |      | Tolisso       | 14          | 1           | 0              | 1           | 1            | 0                   | 0                   | 0                   | 0                   | 0                   | 2                 | 1                 | 0                 | 0                 | 0                 | 0                      | 0                      | 0                      | 0                      | 0                      | 1                   | 0                   | 0                   | 0                   | 0                   | 17    | 2           | 0              | 1      | 1            |
| 25     |      | Müller        | 26          | 10          | 16             | 0           | 0            | 5                   | 0                   | 3                   | 1                   | 0                   | 1                 | 1                 | 0                 | 0                 | 0                 | 0                      | 0                      | 0                      | 0                      | 0                      | 1                   | 0                   | 0                   | 0                   | 0                   | 33    | 11          | 19             | 1      | 0            |
| 27     |      | Alaba         | 26          | 2           | 1              | 2           | 0            | 4                   | 0                   | 0                   | 1                   | 0                   | 0                 | 0                 | 0                 | 0                 | 0                 | 0                      | 0                      | 0                      | 0                      | 0                      | 1                   | 0                   | 1                   | 1                   | 0                   | 31    | 2           | 2              | 4      | 0            |
| 28     |      | Dantas        | 1           | 0           | 0              | 0           | 0            | 0                   | 0                   | 0                   | 0                   | 0                   | 0                 | 0                 | 0                 | 0                 | 0                 | 0                      | 0                      | 0                      | 0                      | 0                      | 0                   | 0                   | 0                   | 0                   | 0                   | 1     | 0           | 0              | 0      | 0            |
| 29     |      | Coman         | 23          | 3           | 10             | 1           | 0            | 3                   | 3                   | 1                   | 0                   | 0                   | 0                 | 0                 | 0                 | 0                 | 0                 | 0                      | 0                      | 0                      | 0                      | 0                      | 0                   | 0                   | 0                   | 0                   | 0                   | 26    | 6           | 11             | 1      | 0            |
| 32     |      | Scott         | 1           | 0           | 0              | 0           | 0            | 0                   | 0                   | 0                   | 0                   | 0                   | 0                 | 0                 | 0                 | 0                 | 0                 | 0                      | 0                      | 0                      | 0                      | 0                      | 0                   | 0                   | 0                   | 0                   | 0                   | 1     | 0           | 0              | 0      | 0            |
| 35     |      | Nübel         | 0           | 0           | 0              | 0           | 0            | 1                   | 0                   | 0                   | 0                   | 0                   | 1                 | 0                 | 0                 | 0                 | 0                 | 0                      | 0                      | 0                      | 0                      | 0                      | 0                   | 0                   | 0                   | 0                   | 0                   | 2     | 0           | 0              | 0      | 0            |
| 36     |      | Stiller       | 0           | 0           | 0              | 0           | 0            | 2                   | 0                   | 0                   | 0                   | 0                   | 0                 | 0                 | 0                 | 0                 | 0                 | 0                      | 0                      | 0                      | 0                      | 0                      | 0                   | 0                   | 0                   | 0                   | 0                   | 2     | 0           | 0              | 0      | 0            |
| 41     |      | Richards      | 3           | 0           | 1              | 0           | 0            | 3                   | 0                   | 0                   | 0                   | 0                   | 0                 | 0                 | 0                 | 0                 | 0                 | 0                      | 0                      | 0                      | 0                      | 0                      | 0                   | 0                   | 0                   | 0                   | 0                   | 6     | 0           | 1              | 0      | 0            |
| 42     |      | Musiala       | 21          | 4           | 0              | 0           | 0            | 3                   | 0                   | 0                   | 0                   | 0                   | 1                 | 0                 | 0                 | 0                 | 0                 | 0                      | 0                      | 0                      | 0                      | 0                      | 0                   | 0                   | 0                   | 0                   | 0                   | 25    | 4           | 0              | 0      | 0            |
| 43     |      | Arrey-Mbi     | 0           | 0           | 0              | 0           | 0            | 1                   | 0                   | 0                   | 0                   | 0                   | 0                 | 0                 | 0                 | 0                 | 0                 | 0                      | 0                      | 0                      | 0                      | 0                      | 0                   | 0                   | 0                   | 0                   | 0                   | 0     | 0           | 0              | 0      | 0            |
| 44     |      | Stanišić      | 1           | 0           | 0              | 0           | 0            | 0                   | 0                   | 0                   | 0                   | 0                   | 0                 | 0                 | 0                 | 0                 | 0                 | 0                      | 0                      | 0                      | 0                      | 0                      | 0                   | 0                   | 0                   | 0                   | 0                   | 1     | 0           | 0              | 0      | 0            |

## Équipe réserve et centre de formation
Le Bayern décide de réorganisé son centre de formation, à la suite d'une enquête interne soulevant des faits de racisme.{...}